# Кугарт
Кугарт (також Кегарт або Кек-Арт) – річка у Сузацькому районі Джалал-Абадської області Киргизстану. Правий приплив річки Карадар'я. Довжина 105 км, площа водозбірного басейну - 1370 км. Середньорічна витрата 18,3 м / с. Живлення сніго-дощове.
Бере свій початок на південно-західних схилах Ферганського хребта. Найбільші притоки: Кизил-Суу, Урум-Баші, Кара-Алма, Чангет. Повінь з квітня по серпень. Середня максимальна витрата у травні 58,8 м³/с, мінімальна у січні 5,43 м³/с.
1. ↑  GEOnet Names Server — 2018.